# Lijst van heren en vrouwen van Waalre, Valkenswaard en Aalst
Dit is een lijst van de heren en vrouwen van de heerlijkheid Waalre, Valkenswaard en Aalst.
Veel van deze heren en vrouwen hadden hun hoofdzetel elders in de omgeving, daar ze in het bezit waren van meerdere heerlijkheden. Het kasteel van deze heerlijkheid was gelegen nabij de Loondermolen, tussen Waalre en Valkenswaard.
1. 1173: Dirk van Herlaer, heer van Herlaer.
2. 1227: Petronella, vrouwe van Herlaer, in charters van Postel, in 1227 en 1235.
3. 1243: Theodericus (Dirk) van Herlaer, heer van Herlaer Herlaer (en zijn broer Godevart)
4. 1281: Theodericus (Dirck) en zijn zoon Art.
5. 1296: Art (Arnout van Herlaer).
6. 1305: Diederick van Herlaer, zoon van Art.
7. 1306: Gerard van Loon en zijn vrouw Aleid (dochter van Theodericus van Herlaer)
8. 1314: Gerard I van Horne, heer van Herlaer, Horne, Altena, Heeze, Leende, Perwez.
9. 1333: Irmgard van Kleef, Weduwe van Gerard I van Horne, vrouwe van Kranenburg en Herlaar
10. 1343: Dirk van Horne (1320-1378), heer van Perwijs en Herlaar
11. 1368: Hendrik van Cuijk
12. 1371: Jan V van Cuijk (Na het overlijden van Hendrik van Cuyk tijdens de Slag bij Baesweiler op 22 augustus 1371).
13. 1382: Jan IV van Hoogstraten (In 1382 kon hij vlak voor de dood van zijn neef Jan V van Cuijk Hoogstraten kopen)
14. 1430: Jan II van Schoonvorst, heer van Waalre, Valkenswaard en Aalst (Zijn weduwe verkocht in 1434 de heerlijkheden)
15. 1434: Jan van Horne (1395-1447), namens hem: Aart van Gheyssen
16. 1447: Hendrik van Horne (1422-1483), namens hem: Maria van Schoonvorst
17. 1483: Elisabeth en Jan bastaard van Rotselaar, heer van Perwijs, Walem en Duffel.
18. 1521: Thomas Schotelmans, echtgenoot van Elisabeth van Rotselaar
19. 1550: Frans Schotelmans
20. 1551: Huibrecht van der Clusen, voormalig secretaris van de bisschop van Kamerijk, heer van Dommelen van 1561-1648, kwartierschout van Kempenland en drossaart van Buggenhout
21. 1614: Johan van der Clusen x Maria van Brendenburg
22. 1625: Maria van Brendenburg
23. 1640: Jan van der Clusen x Cornelia van der Poll
24. 1670: Cornelia van der Poll
25. 1686: Gerard Hubertus van der Clusen
26. 1704: Hubertus Gerard van der Clusen x Maria Charlotte van Ravenschot
27. 1718: Maria Charlotte van Ravenschot
28. 1721: Maria Elisabeth van der Clusen. Aalst werd apart verkocht.
29. 1737: Johan Arnold Swaan
30. 1746: Johan Daniël Unselt, Koninklijk Groot-Brittannisch Commissaris
31. 1749: Einbetta Carchar x Gerrit Pieter Tuningh
32. 1766: Martinus Backus, heer van Nieuw-Beijerland, uit Dordrecht
33. 1779; Margaretha Backus x Pieter Pompeijn Repelaer, heer van Spijkenisse en Hekelingen, uit Dordrecht
34. 1783: Martinus Repelaer
35. 1793: Poulus Repelaer, uit Dordrecht
36. 1824: Etienne Jean de Court Onderwater, heer van Valkenswaard, Waalre werd apart verkocht aan Andreas van Velthoven.

Nu betrof het enkel nog een paar rechten, zoals het jachtrecht. Het kasteeltje werd in 1867 gesloopt. Daarmee kwam de facto een einde aan de eeuwenlange geschiedenis van de heerlijkheid.